# Schack von Staffeldt
Adam Wilhelm Schack von Staffeldt (Garz/Rügen, 1769 – Gottorp, 1826) è stato uno scrittore danese.
Trascorse un lungo periodo in Germania, dove subì gli influssi di Novalis che lo avvicinarono precocemente al Romanticismo. L'opera iniziale, Digte (1803), fu trascurata e lo stesso Staffeldt dimenticato e solo in seguito riscoperto da Georg Brandes.